# Placosaris dohertyi
Placosaris dohertyi là một loài bướm đêm trong họ Crambidae.